# フランス共和国親衛隊

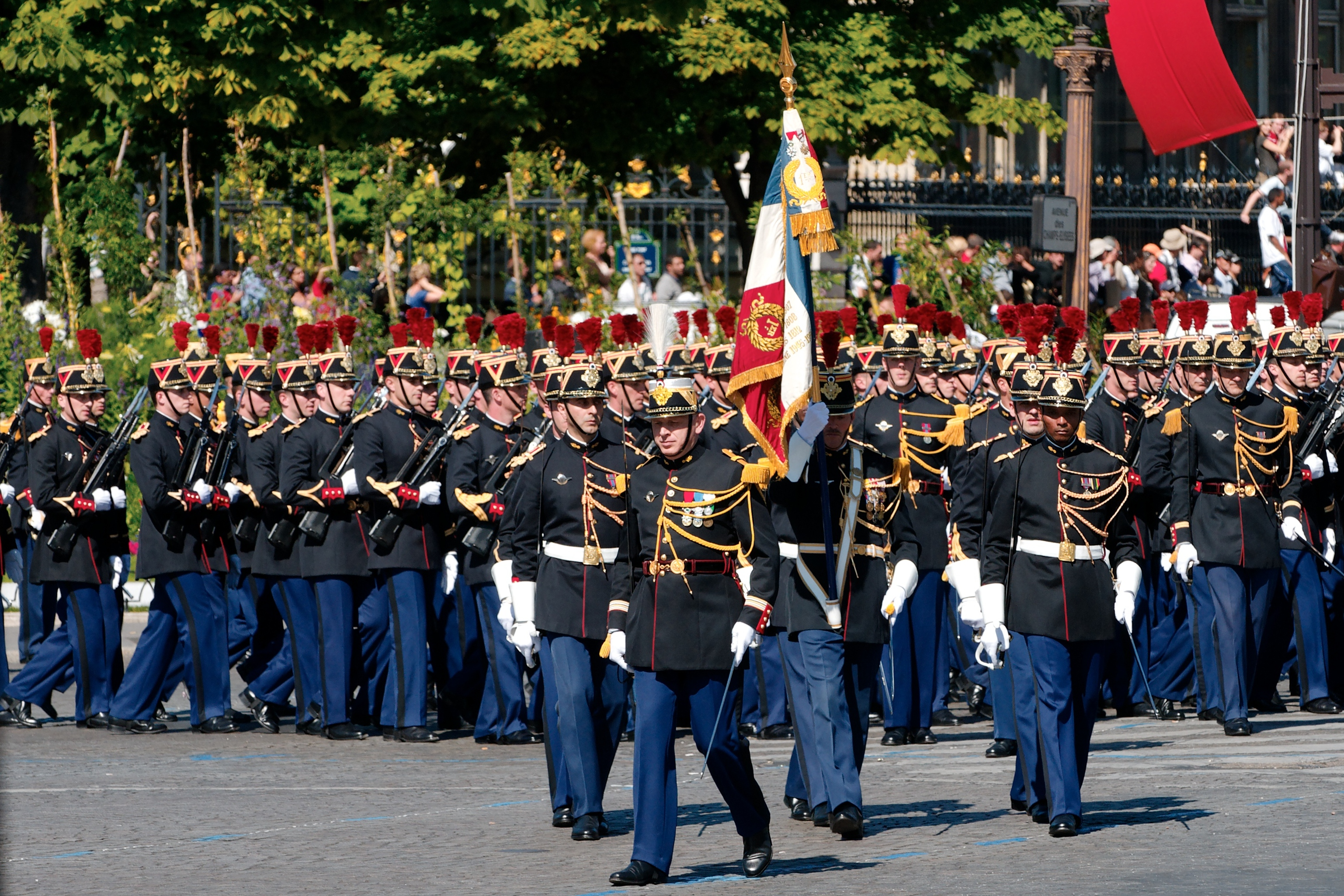
フランス共和国親衛隊第1歩兵連隊

フランス共和国親衛隊（フランスきょうわこくしんえいたい、ギャルド・レピュブリケーヌ 仏：Garde républicaine）とは、主にフランス政府庁舎等を警備する親衛隊である。フランス国家憲兵隊所属。

## 任務
要人警護や国賓等に対する栄誉礼の実施のほか、大統領府や立法府の警備、フランス銀行が発行する貨幣の輸送護衛や主要なマラソン、自転車レースの先導も任務である。

## 構成
- 第1歩兵連隊（大統領やエリゼ宮殿の警備や儀礼を担当：親衛隊歩兵連隊音楽隊やオートバイ中隊もある。）
- 第2歩兵連隊（立法府、首相、国防大臣と外務大臣、最高裁判所、経済社会評議会、憲法評議会などの警護を担当）
- 騎兵連隊（騎兵による要人エスコート、警備や栄誉礼等の儀礼を担当する。親衛隊騎馬ファンファーレ隊もある。）
- 他にギャルド・レピュブリケーヌ管弦楽団と呼ばれる大編成の管弦楽編成の軍楽隊と合唱団が親衛隊司令部直轄で置かれている。

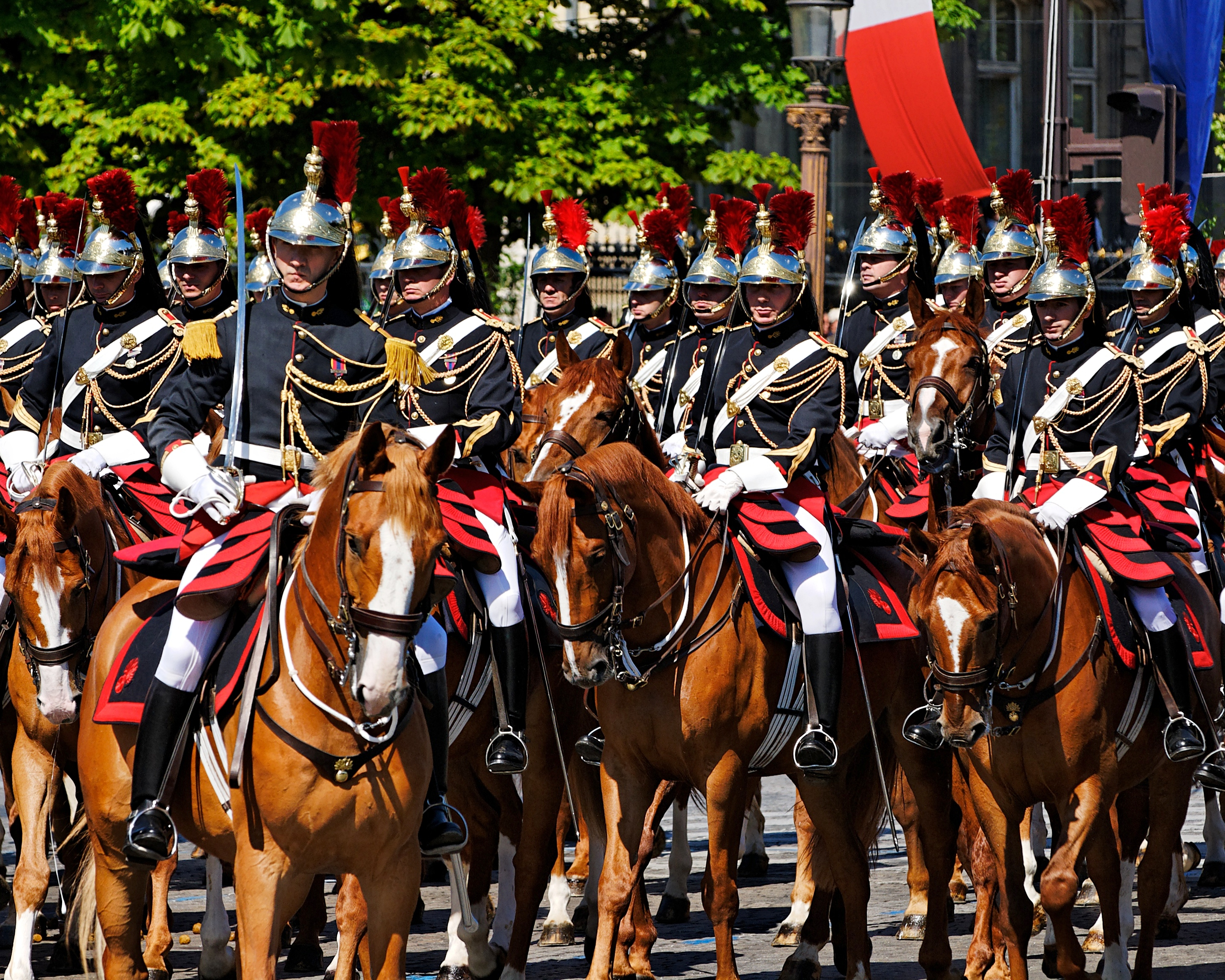
フランス共和国親衛隊騎兵連隊